# 月の出をまって
『月の出をまって』（原題: Waiting for the Moon）は、 1987年製作のアメリカ、フランス、イギリス、西ドイツ合作映画。1987年サンダンス映画祭グランプリ（審査員大賞）受賞作品。

## キャスト
- ガートルード・スタイン：リンダ・バセット（英語版）
- アリス：リンダ・ハント
- ブルース・マッギル